# Za stěnou spánku
Za stěnou spánku (anglicky „Beyond the Wall of Sleep“) je hororová povídka amerického spisovatele Howarda Phillipse Lovecrafta, napsaná v roce 1919 a poprvé publikovaná v amatérském časopise Pine Conesou v říjnu téhož roku.

## Inspirace
Podle Lovecrafta byl příběh inspirován článkem v New York Tribune z 27. dubna 1919. Článek byl založen na zprávě policie státu New York a psal o rodině Slaterových nebo Slahterových jako spodině obyvatelstva pohoří Catskill.
Nova, zmíněná na konci Lovecraftovy povídky je reálná hvězda známá jako GK Persea; citace pochází z díla Garretta P. Servissa Astronomy with the Naked Eye (1908).
Název povídky mohl být inspirován povídkou A. Bierce "Beyond the Wall" (1909); je známo, že Lovecraft jeho práce v roce 1919 četl. Román Jacka Londona Before Adam (1906), který obsahoval koncept dědičné paměti, obsahuje pasáž s tímto zněním : "Nor ... did any of my human kind ever break through the wall of my sleep. "